# Dalopius
Dalopius is een geslacht van kevers uit de familie  
kniptorren (Elateridae).
Het geslacht is voor het eerst wetenschappelijk beschreven in 1829 door Eschscholtz.

## Soorten
Het geslacht omvat de volgende soorten:
- Dalopius agnellus Brown, 1934
- Dalopius ainu Kishii, 1962
- Dalopius allegheniensis Knull, 1947
- Dalopius apterus Platia & Gudenzi, 2006
- Dalopius asellus Brown, 1934
- Dalopius bizen Kishii, 1984
- Dalopius brevicornis Brown, 1934
- Dalopius californicus (Mannerheim, 1843)
- Dalopius cognatus Brown, 1934
- Dalopius contiguus (Faldermann, 1835)
- Dalopius corvinus Brown, 1934
- Dalopius dentatus Brown, 1934
- Dalopius effetus Brown, 1934
- Dalopius exilis Kishii, 1956
- Dalopius fucatus Brown, 1934
- Dalopius fuscipes Brown, 1934
- Dalopius gartrelli Brown, 1934
- Dalopius gentilis Brown, 1934
- Dalopius gracilis Brown, 1934
- Dalopius hispidus (LeConte, 1884)
- Dalopius ignobilis Brown, 1934
- Dalopius improvidus Brown, 1934
- Dalopius incomptus Brown, 1934
- Dalopius inordinatus Brown, 1934
- Dalopius insolens Brown, 1934
- Dalopius insolitus Brown, 1934
- Dalopius insulanus Brown, 1934
- Dalopius invidiosus Brown, 1934
- Dalopius japonicus Kishii, 1984
- Dalopius jucundus Brown, 1934
- Dalopius kushiroensis Ôhira, 1997
- Dalopius luteolus Brown, 1934
- Dalopius lutulentus Brown, 1934
- Dalopius macer (LeConte, 1857)
- Dalopius manipularis Brown, 1934
- Dalopius marginatus (Linnaeus, 1758)
- Dalopius maritimus Brown, 1934
- Dalopius mirabilis Brown, 1934
- Dalopius miwai Ôhira, 1972
- Dalopius mutabilis Brown, 1934
- Dalopius mutsuensis Ôhira, 1989
- Dalopius naomii Kishii, 1981
- Dalopius nevadensis (LeConte, 1884)
- Dalopius niponensis Ôhira, 1970
- Dalopius obscuricollis Jiang in Jiang & Wang, 1999
- Dalopius ohioensis Knull, 1947
- Dalopius pallidus Brown, 1934
- Dalopius partitus Brown, 1934
- Dalopius parvulus Brown, 1934
- Dalopius patagiatus (Lewis, 1894)
- Dalopius pauper (LeConte, 1853)
- Dalopius peninsularis Kishii, 2006
- Dalopius pennsylvanicus Brown, 1934
- Dalopius plutonicus Brown, 1934
- Dalopius porosus (Van Dyke, 1932)
- Dalopius puerilis (Candèze, 1879)
- Dalopius radiculosus Gurjeva, 1964
- Dalopius sellatus Mannerheim, 1852
- Dalopius sericatus (Motschulsky, 1859)
- Dalopius simplex (Motschulsky, 1859)
- Dalopius singeri (Brancsik, 1914)
- Dalopius spretus Brown, 1934
- Dalopius subustus (LeConte, 1853)
- Dalopius suspectus Brown, 1934
- Dalopius tamui Kishii, 1957
- Dalopius tristis Brown, 1934
- Dalopius tularensis Brown, 1934
- Dalopius usitatus Brown, 1934
- Dalopius vagus Brown, 1934
- Dalopius validus Brown, 1934
- Dalopius vernus Brown, 1934
- Dalopius vetulus Brown, 1934
- Dalopius virginicus Brown, 1934
- Dalopius yakuensis Kishii, 1975